# Kostel (gemeente)
Kostel (Duits: Grafenwarth in der Unterkrain; Italiaans: Pietra Pelosa) is een gemeente in de Sloveense regio Jugovzhodna Slovenija en telt 629 inwoners (2002).

## Plaatsen in de gemeente
Ajbelj, Banja Loka, Briga, Brsnik, Colnarji, Delač, Dolenji Potok, Dren, Drežnik, Fara, Gladloka, Gorenja Žaga, Gorenji Potok, Gotenc, Grgelj, Grivac, Hrib pri Fari, Jakšiči, Jesenov Vrt, Kaptol, Kostel, Krkovo nad Faro, Kuželj, Laze pri Kostelu, Lipovec pri Kostelu, Mavrc, Nova sela, Oskrt, Padovo pri Fari, Petrina, Pirče, Planina, Poden, Podstene pri Kostelu, Potok, Puc, Rajšele, Rake, Sapnik, Selo pri Kostelu, Slavski Laz, Srednji Potok, Srobotnik ob Kolpi, Stelnik, Stružnica, Suhor, Štajer, Tišenpolj, Vas, Vimolj, Vrh pri Fari, Zapuže pri Kostelu
Črnomelj · Dolenjske Toplice · Kočevje · Kostel · Loški Potok · Metlika · Mirna · Mirna Peč · Mokronog-Trebelno · Novo mesto · Osilnica · Ribnica · Semič · Šentjernej · Šentrupert · Škocjan · Šmarješke Toplice · Sodražica · Straža · Trebnje · Žužemberk